# Примо Понте (Фрозиноне)
Примо Понте је насеље у Италији у округу Фрозиноне, региону Лацио.
Према процени из 2011. у насељу је живело 41 становника. Насеље се налази на надморској висини од 304 м.